# Grazer AK
Grazer Athletik-Klub este un club sportiv profesionist din Austria, cu sediul în orașul Graz.

## Istoric
Clubul Grazer Athletiksport-Klub a fost fondat în jurul unei asociații studențești de la Universitatea din Graz, conduse de studentul Georg August Wagner din Praga, mai târziu profesor la Universitatea Carolină. G.A. Wagner a organizat primul meci de fotbal în Graz la 18 martie 1894.

## Palmares
Bundesliga (Austria)
 Campioni (1) : 2003-2004
 Vicecampioni (2): 2002–03, 2004–05
 2. Liga (Austria) (II)
 Campioni (4) : 1974–75, 1992–93, 1994–95, 2023–24
 Liga Regională a Austriei Centrală (III)
 Campioni (2) : 2011–12, 2018–19
 Liga regională a Stiriei (IV)
 Campioni (2) : 2017–18
 Oberliga Mitte/West(V)
 Campioni (1) : 2016–17
 Unterliga Mitte (VI)
 Campioni (1) : 2015–16
 Gebietsliga Mitte (VII)
 Campioni (1) : 2014–15
 1. Klasse Mitte A (VIII)
 Campioni (1) : 2013–14
 Cupa Austriei
 Câștigători (4) : 1981, 2000, 2002, 2004.
 Finaliști (1): 1961–62, 1967–68
 Supercupa Austriei
 Câștigători (2) :  2000, 2002.
 Finaliști (1): 2004